# Бережковская волость (Судогодский уезд)
Бережковская во́лость — нижняя административно-территориальная единица в составе Судогодского уезда Владимирской губернии Российской империи и СССР. Волостной центр — д. Бережки. Ныне территория Гусь-Хрустального и  Судогодского районов Владимирской области.

## История
Упразднена в 1926 году в связи с упразднением Судогодского уезда. Большая часть территории вошла в состав Судогодской волости Владимирского уезда.

## Состав
По данным на 1913 год входили 34 населённых пунктов
- Алфёрово
- Артемовская[2]  (=Вольная Артёмовка?)
- Афонино
- Башево
- Бережки — волостной центр
- Большая Артёмовка
- Галанино (вошла в 1986 году в состав посёлка Муромцево)
- Горки
- Данильцево
- Дворишнево
- Жуковка
- Загорье
- Заястребье
- Костино
- Кудрявцево
- Лаврово
- Малая Артёмовка
- Малиновка
- Медведцево
- Ново-Николаевское
- Ново-Полхово
- Ново-Чубарово
- Овсяниково
- Прокунино
- Рагозино (ныне Рагузино)
- Раи (ныне Райки)
- Сорокино
- Старо-Полхово
- Старо-Чубарово
- Степаново (ныне Стёпаново)
- Степачёво
- Травинино
- Ушаково
- Хорышевка